# Lucius E. Pinkham

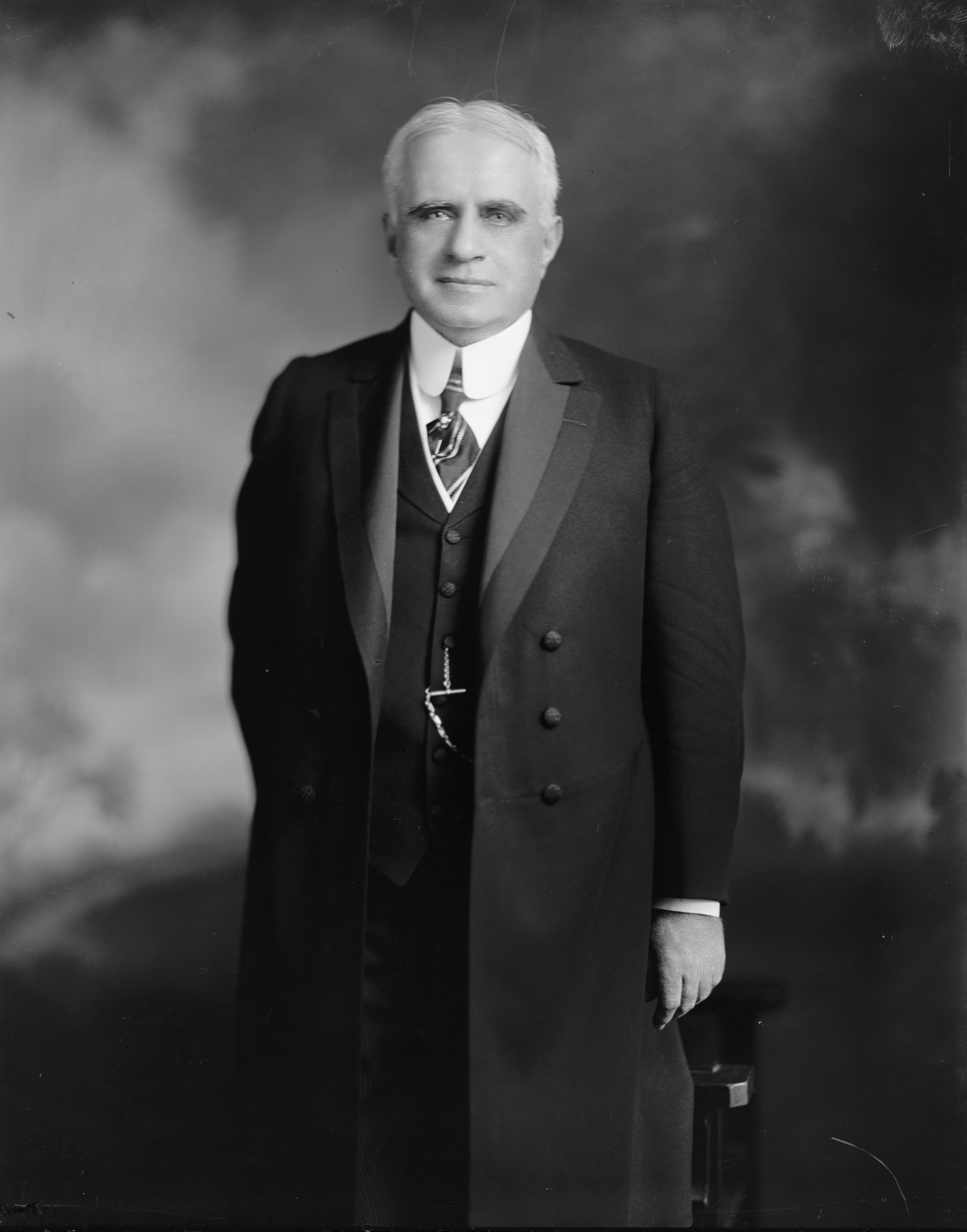
Lucius E. Pinkham

Lucius Eugene Pinkham (* 19. September 1850 in Chicopee, Hampden County, Massachusetts; † 2. November 1922 in San Francisco, Kalifornien) war der vierte Gouverneur des Hawaii-Territoriums und hatte dieses Amt von 1913 bis 1918 inne. Pinkham war das erste Mitglied der Demokratischen Partei in dieser Position.

## Werdegang
Lucius Pinkham wurde 1850 in Chicopee geboren. Er zog 1892 nach Hawaii, um einen Warenumschlag für Kohle (coal handling plant) für die Oahu Railway & Land zu errichten. Ferner überwachte er Brunnenprojekte für die Zuckerplantagen.
1904 wurde Pinkham zum Vorsitzenden der territorialen Gesundheitsbehörde (Board of Health) ernannt. Während dieser Zeit keimte in ihm die Idee zu Trockenlegung der Sumpfgebiete von Waikiki über einen zwei Meilen langen Entwässerungskanal. Obwohl die Idee durch die Gesundheitsbehörde bewilligt wurde, wurde dieser Plan erst in Angriff genommen, als Pinkham durch US-Präsident Woodrow Wilson 1913 zum Territorialgouverneur ernannt wurde.
Als heute noch sichtbares Zeugnis von Pinkhams Amtszeit gelten dieses später Ala Wai Canal bezeichnete Wasserbauwerk und die damit verbundene Trockenlegung des Sumpfgebiets von Waikiki. Beides trug mit dazu bei, dass sich Waikiki zu einem Touristenzentrum entwickeln konnte.
Pinkham verstarb am 2. November 1922 in San Francisco.